# Міжконтинентальна балістична ракета
Міжконтинента́льна балісти́чна раке́та (МБР) — стратегічна керована балістична ракета, з дальністю польоту (радіусом дії) понад 5 500 км. МБР призначені для знищення об'єктів, розташованих на великих відстанях і на віддалених континентах.

Балістичні ракети M45 і M51 підводних човнів ВМС Франції в шахтах підводного човна класу SNLE (ліворуч) і SNLE-NG (праворуч).

## Огляд
Передстартова живучість (тобто здатність вижити після атаки противника) була давньою проблемою наземних міжконтинентальних балістичних ракет. (БРПЧ досягають живучості, базуючись на відносно важкому виявленні підводних човнів). Спочатку вважалося, що вони захищені від нападу, оскільки ні американські, ні радянські ракети не були достатньо точними, щоби вразити місця запуску інших; отже, ранні системи запускалися з землі. Однак із підвищенням точності ракет наземні ракети стали вразливими і в 1960-х роках обидві країни почали розміщувати свої МБР під землею в бетонних трубах, які називають шахтами, деякі з яких були захищені від ядерного вибуху. Згодом ще більше підвищення точності знову повернуло стратегію розташування міжконтинентальних балістичних ракет до наземних систем. Цього разу передстартова живучість мала бути досягнута пересувними міжконтинентальними балістичними ракетами, які б збивали з пантелику нападника кількома рухомими цілями.
Найперші МБР мали обмежену точність, що робило їх придатними для використання лише проти найбільших цілей, таких як міста. Удари по військових цілях (особливо захищених) все ще потребували використання більш точних пілотованих бомбардувальників. Конструкції МБР другого та третього покоління (як от LGM-118 Peacekeeper) значно підвищили точність до такої міри, що навіть найменші точкові цілі можна було успішно вражати.
Такі ракети — багатоступеневі, наземного чи морського базування, оснащені однією або здебільшого декількома боєголовками, зазвичай ядерними. Орбітальні ракети (наприклад Р-36орб, розроблені в колишньому СРСР) мали необмежену дальність, але вони були зняті з озброєння згідно договору про обмеження стратегічних наступальних озброєнь ОСО-2.
МБР є на озброєнні таких країн: Російська Федерація, США, Велика Британія, Франція, Китай, Північна Корея та Індія. Розробку здійснював також Пакистан.
МБР можуть запускатися з:
- Наземних стаціонарних пускових установок (Р-7, «Атлас»);
- Шахтних пускових установок (ШПУ) (PC-20, УР-100, «Мінітмен»);
- Підводних човнів («Булава», «Трайдент»);
- Мобільних установок на базі колісного шасі («Тополь-М»);
- Залізничних пускових установок (РТ-23УТТХ).

## Холодна війна
Безпосередньо, у повоєнний час, США і СРСР почали дослідження ракетних технологій на основі німецьких зразків ракетної техніки воєнного часу, особливо V-2. У США кожна філія військових, почала власні програми, що призвело до значного повторення зусиль. У СРСР, дослідження ракет, було організовано централізовано, хоча й кілька команд працювали над різними проєктами. Ранні конструкції обох країн були ракетами малої дальності, такими як V-2, але незабаром пішли поліпшення та удосконалення.
У колишньому СРСР, початковий розвиток, було зосереджено на ракетах здатних атакувати європейські цілі. Це змінилося 1953 року, коли українському/радянському науковцю-конструктору, Сергію Корольову було доручено почати розробку справжньої МБР, здатної доправляти щойно розроблені водневі бомби. З огляду на стійке фінансування в усьому, програма R-7 розвивалася з певною швидкістю. Перший запуск відбувся 15 травня 1957 року і призвів до ненавмисної аварії за 400 км (250 миль) від майданчика (потім було ще дві аварії). Перше успішне випробування було здійснено 21 серпня 1957 року; R-7 пролетіла понад 6000 км (3700 миль) і стала першою у світі МБР. 9 лютого 1959 року, у Плесецьку, на північному заході Радянського Союзу, було введено у дію, перший підрозділ стратегічного ракетного призначення.

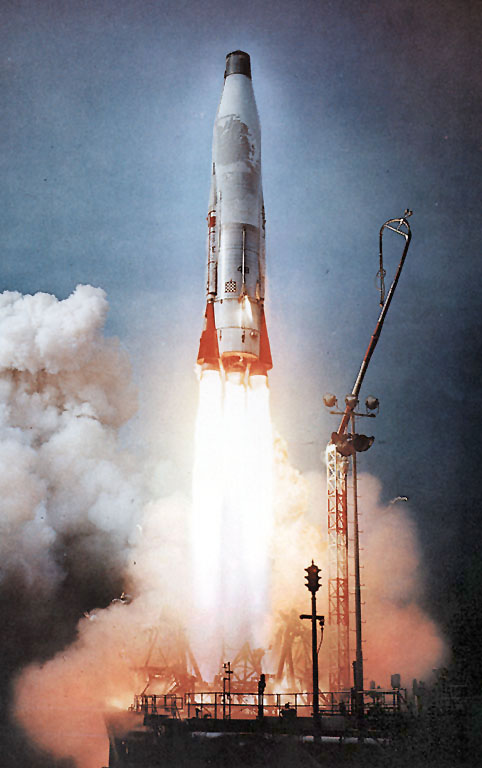
Atlas-B ICBM

Це була саме та, ракета-носій Р-7, яка 4 жовтня 1957 року, розмістила перший штучний супутник Землі, у космосі. Перший політ людини до космосу, був здійснений на основі похідної від R-7, ракети «Восток», 12 квітня 1961 радянським космонавтом Юрієм Гагаріним. Значною мірою удосконалена версія R-7, як і раніше, використовувалася як ракета-носій для радянського / російського космічного корабля «Союз», тобто це, більше 50 років оперативної історії, оригінального ракетного дизайну Сергія Корольова.
США почали дослідження МБР 1946 року з проєктом RTV-A-2 Hiroc.
З цілковитою перевагою у повітрі, і справжніми міжконтинентальними бомбардувальниками, новостворювані ВПС США, серйозно не сприймали проблему розвитку МБР. 1953 року усе змінилося з випробуванням першої радянської термоядерної зброї, але лише 1954 року, ракетна програма Атлас, отримала найвищий національний пріоритет. Атлас А здійснив перший політ 11 червня 1957 року; політ тривав усього близько 24 секунд, перш ніж ракета вибухнула. Найперший успішний політ ракети Atlas на повну відстань, стався 28 листопада 1958 року. Про початкову збройну версію Атласу — Atlas D — було оголошено у січні 1959 року у Ванденбергу, хоча вона тоді ще не полетіла. Перший випробувальний політ було здійснено 9 липня 1959 року, а згодом ракету було прийнято на озброєння 1 вересня.
Кожна з R-7 та Atlas, потребували великих стартових засобів, що робило їх вразливими для нападу і не дозволяло бути у стані готовності. Частота відмов, була дуже високою протягом перших років використання технології МБР. Програми космічних польотів людини («Восток», «Меркурій», «Восход», «Близнюки» та інші) служили надзвичайно очевидним засобом демонстрації впевненості у надійності ракетної техніки, водночас успіхи, безпосередньо відбивали стан національної оборони. США значно відставали тоді від Радянського Союзу у космічних перегонах, тож президент США Джон Ф. Кеннеді, збільшив ставки за допомогою програми «Аполлон», у якій використовувалися ракетні технології Сатурна, котрі було профінансовано президентом Дуайтом Д. Ейзенхауером.
Ці ранні МБР, також лягли в основу багатьох систем космічних запусків. Прикладами є: R-7, Atlas, Redstone, Titan і Proton, які були отримані з попередніх МБР, але ніколи не були розгорнуті як МБР. Адміністрація Ейзенхауера підтримала розробку твердопаливних ракет, таких як «LGM-30 Minuteman», «Polaris» і «Skybolt». Сучасні МБР, здебільшого менше за своїх предків, завдяки підвищеній точності та меншим і більш легким боєголовкам, до того-ж, використовують тверде пальне, що робить їх менш корисними у ролі орбітальних ракет-носіїв.
Західна точка зору на розгортання цих систем, підтримувалася стратегічною теорією взаємного гарантованого знищення. У 1950-х і 1960-х роках, почався розвиток систем протиракетної оборони як у США, так і у СРСР. Ці системи були обмежені Договором по ПРО 1972 року. Перший успішний тест з ПРО було здійснено 1961 року у СРСР, який згодом у 1970-х роках, розгорнув загальну дієву систему захисту столиці РФ Москви.

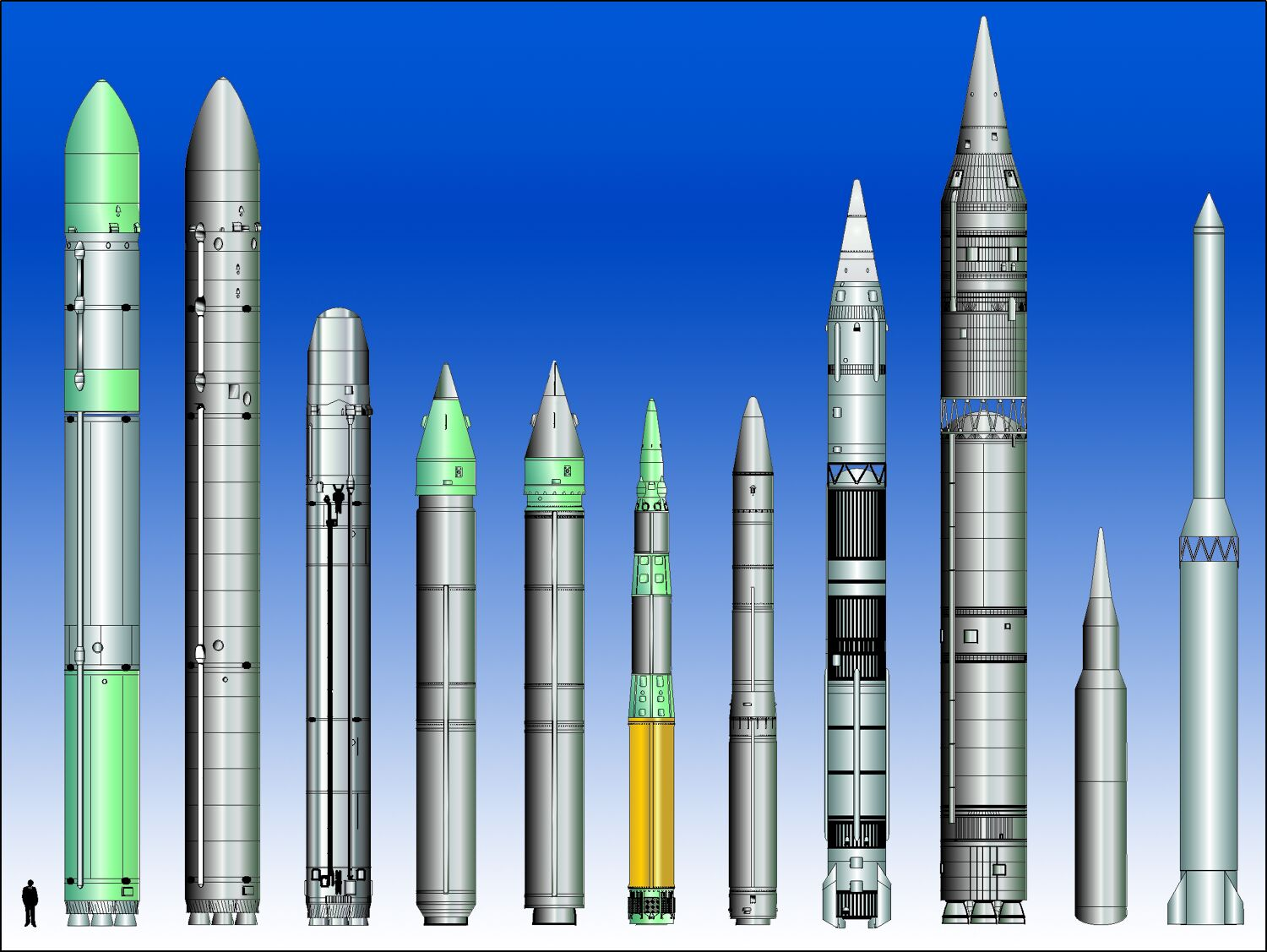
SS-18 mod.4 • SS-18 mod.5 • SS-19 mod.3 • SS-24 mod.1 • SS-24 mod.2 • SS-25 • SS-27 • DF-4 • DF-5 • DF-31 • Taepodong-2

Угода по ОСО (обмеження стратегічних озброєнь) 1972 року, заморозила число пускових установок МБР як у США, так і у СРСР на наявних рівнях, і дозволила використовувати нові пускові установки на основі підводних човнів лише у тому разі, якщо було вилучено рівну кількість пускових установок МБР наземного розташування. Наступні перемовини під назвою SALT II проходили з 1972 по 1979 рік і насправді, скоротили кількість ядерних боєголовок, утримуваних в США та СРСР. SALT II не було ратифіковано сенатом Сполучених Штатів, однак її умови були шановані обома сторонами до 1986 року, коли адміністрація Рейгана «відійшла» від них, після звинувачення СРСР у порушенні пакту.
У 1980-х роках, президент Рональд Рейган виступив з ініціативою стратегічної оборони, а також з програмами МБР і Midgetman ICBM.
Китайська народна республіка, котра вступила у власну «холодну війну» що почалася 1960-х роках після ідеологічного розколу з тодішнім Радянським Союзом, розробила мінімальний незалежний ядерний стримувальний чинник. Після першого випробування власної ядерної зброї 1964 року, він почав розробляти різні боєголовки та ракети. Розроблена 1975 року, ракета-носій DF-5 з дальністю польоту від 10 000 до 12 000 км (6 200 до 7 500 миль), була досить далекою, щоби мати можливість вдарити по західній частині США. Китай також, випробував балістичну ракету середньої дальності JL-1 з досяжністю 1 700 кілометрів (1100 миль) з облавку підводного човна типу 92, яка зрештою, виявилася невдалою.

### Після завершення холодної війни
1991 року Сполучені Штати та Радянський Союз у межах договору СНО-1 домовилися скоротити свої розгорнуті МБР і приписані боєголовки.
Станом на 2016 рік усі п'ятеро держав, що посідають постійні місця у Раді безпеки Організації Об'єднаних Націй, мали у своєму розпорядженні дієві системи балістичних ракет великої дальності. У РФ, США та Китаї також є наземні МБР (американські ракети базуються у шахтах), натомість у Китаї та Російській Федерації є як шахтні, так і дорожньо-мобільні ракети (DF-31, RT-2PM2 Topol-M).
Вважається, що Ізраїль розгорнув пересувну ядерну МБР — Єрихон III, введену у дію 2008 року. Оновлену версію розробляють.
В лютому 2011 року набув чинності Договір про заходи щодо подальшого скорочення та обмеження стратегічних наступальних озброєнь між Російською Федерацією та Сполученими Штатами Америки.
19 квітня 2012 року Індія успішно провела стрілецькі випробування Агні V з дальністю удару понад 5 000 км (3100 миль) та заявила, що вона входить до клубу МБР. Іноземні дослідники припускають, що дійсна досяжність ракети становить до 8 000 км (5000 миль), а Індія применшує свої можливості, щоби не викликати занепокоєння інших країн.
Деякі розвідувальні агентства, станом на 2012 рік, вважали, що Північна Корея розробляє МБР. Корейська народна демократична республіка 12 грудня 2012 року, успішно розмістила у космосі супутник за допомогою ракети Unha-3 заввишки 32 метри (105 футів). Сполучені Штати заявили, що запуск був, насправді, способом випробування МБР.
У липні 2014 року, Китай оголосив про розробку новітнього покоління власної МБР, Dongfeng-41 (DF-41), дальність дії котрої, становить 12 000 кілометрів (7 500 миль), що дозволяє їй, досягати Сполучених Штатів та яка, на думку аналітиків, здатна бути оснащеною технологією MIRV.
У більшості країн, на ранніх етапах розробки МБР, використовувалися рідкі палива, відомими винятками яких, були: індійська Агні-V, запланована але скасована південноафриканська МБР РС-4, а також, наявна ізраїльська Єрихон III.
RS-28 Sarmat (російською: РС-28 Сармат; класифікація НАТО: SATAN 2) — це російська рідкопаливна, оснащена MIRV, надважка термоядерна збройова міжконтинентальна балістична ракета, розроблена Конструкторським бюро Макеєва 2009 року, та призначена для заміни попередньої ракети Р-36. Її найбільший корисний вантаж дозволяє використання до 10 важких боєзарядів, 15 легших, або до 24 гіперзвукових глісувальних апаратів Ю-71, чи комбінації боєголовок.

## Війна між Росією і Україною
Можливо, що 21 листопада 2024 р. Російська Федерація вперше під час війни в Україні запустила експериментальну балістичну ракету середньої дальності, яка була заснована на моделі міжконтинентальної балістичної ракети РС-26 «Рубіж». Атака була засуджена у ЗМІ, бо зброя проєктувалася під ядерне спорядження. За іншими джерелами була використана ракета «Орешник», а не МБР. У 1987-2019 роках діяв Договір про ліквідацію ракет середньої та малої дальності (ДРСМД), який забороняв випробування і розгортання ракет наземного базування, що могли долати відстань від 500 до 5500 км. Через застосування ракети зібралась Рада Україна-НАТО на позачергову зустріч 26 листопада.

## Етапи польоту

Minuteman: 1. Запускається двигун 1-го ступеня (А) та ракета здіймається зі свого бункера. 2. Приблизно за 60 секунд по запуску, 1-й ступінь від'єднується, а двигун 2-го ступеня (B) запалюється. Ракетний обтічник (E) відкидається. 3. За 120 секунд по старту, запускається двигун 3-го ступеня (C) та відокремлюється від 2-го ступеня. 4. Приблизно за 180 секунд по запуску, тяга 3-го ступеня припиняється, та пришвидшений літальний засіб (D) відділяється від ракети. 5. Розігнаний літальний апарат маневрує, та готується до розгортання транспортного засобу (RV). 6. Боєголовки (RV), а також приманки і алюмінієва полова (відбивачі), розгортаються під час зниження. 7. Боєголовки та «приманки» повторно входять до атмосфери на високих швидкостях і приводяться до готовності у польоті. 8. Ядерні боєголовки застосовуються, як повітряні, або наземні вибухи.

Можна виокремити такі ділянки польоту:
Ділянка підйомутриває від 3 до 5 хвилин. Вона коротша для твердопаливної ракети, ніж для ракети з рідким ракетним паливом. Залежно від обраної траєкторії, типова швидкість у мить вигоряння палива, становить від 4 км/с (2,5 милі/с), до 7,8 км/с (4,8 милі/с). Висота у кінці цієї фази зазвичай складає від 150 до 400 км (від 93 до 249 миль).
Фаза середнього рівнятриває близько 25 хвилин — суборбітальний космічний політ з траєкторією, що є частиною еліпса з вертикальною великою віссю. Апогей (на півдорозі середньої фази) знаходиться на висоті приблизно 1200 км (750 миль), напівмаксимальна вісь знаходиться між 3186 і 6 372 км (1980 і 3995 миль). Проєкція траєкторії польоту на земну поверхню, котра близька до великого кола, злегка зміщена через обертання Землі під час польоту. Ракета може випускати кілька незалежних боєголовок і допоміжні засоби для проникнення, такі як балони з металевим покриттям, алюмінієва полова (відбивачі) та повнорозмірні приманки у вигляді боєголовок.
Зворотний вхід/кінцева фаза (початок, з висоти 100 км, 62 милі)2 хвилини — удар зі швидкістю до 7 км/с (4,3 милі / с) (для ранніх міжконтинентальних балістичних ракет менше 1 км/с (0,62 Милі/с).
МБР зазвичай використовують траєкторію, яка оптимізує дальність польоту для заданої кількості корисного навантаження (траєкторія мінімальної енергії). Альтернативою є сплющена траєкторія, яка забезпечує менше корисне навантаження, але більш короткий час польоту і має набагато нижчий апогей.

## Сучасні МБР
У сучасних МБР, зазвичай, є кілька самокерованих боєголовок (MIRV), кожна з яких, несе окремий ядерний заряд, що дозволяє одній ракеті вдарити по кількох цілях. MIRV став підсумком швидкого скорочення розміру та ваги сучасних боєголовок і Договорів про обмеження стратегічних озброєнь, які встановлювали обмеження на кількість ракет-носіїв (ОСВ-1 і ОСВ-II). Це також, виявилося «легкою відповіддю» на пропоновані розгортання систем ПРО: набагато дешевше додати протиракетні боєголовки до наявної ракетної системи, ніж побудувати систему ПРО, здатну збивати додаткові боєголовки. Через це збільшення пропозицій систем ПРО, вважається недоцільним. Перші оперативні системи ПРО було розгорнуто у США у 1970-х роках. Об'єкт Safeguard ABM, містився у Північній Дакоті і застосовувався з 1975 по 1976 рік. У 1970-ті роки, СРСР розгорнув власну систему ПРО-1 Галош, яка знаходиться у використанні. 1998 року, Ізраїль розгорнув національну систему ПРО на базі ракети «Стріла», але насамперед призначену задля перехоплення балістичних ракет малої дальності, а не міжконтинентальних балістичних ракет. Заснована на Алясці національна система протиракетної оборони Сполучених Штатів, досягла початкової оперативної спроможності 2004 року.
МБР може бути розгорнуто на декількох платформах:
- у ракетних шахтах, які пропонують деяку оборону від військового нападу (у тому числі конструктори, сподіваються на певний захист від першого ядерного удару);
- на підводних човнах: балістичні ракети підводних човнів (БРПЧ);
- на великих вантажівках; це стосується однієї версії — «Тополь», яка може бути розгорнута із самохідної мобільної пускової установки, здатної переміщатися бездоріжжям, і запускати ракету з будь-якої позиції уздовж її маршруту;
- мобільні пускові установки на рейках; це, наприклад, РТ-23УТТЙ «Молодець» (RT-23UTTH «Молодець» -SS-24 «Sslrel»).

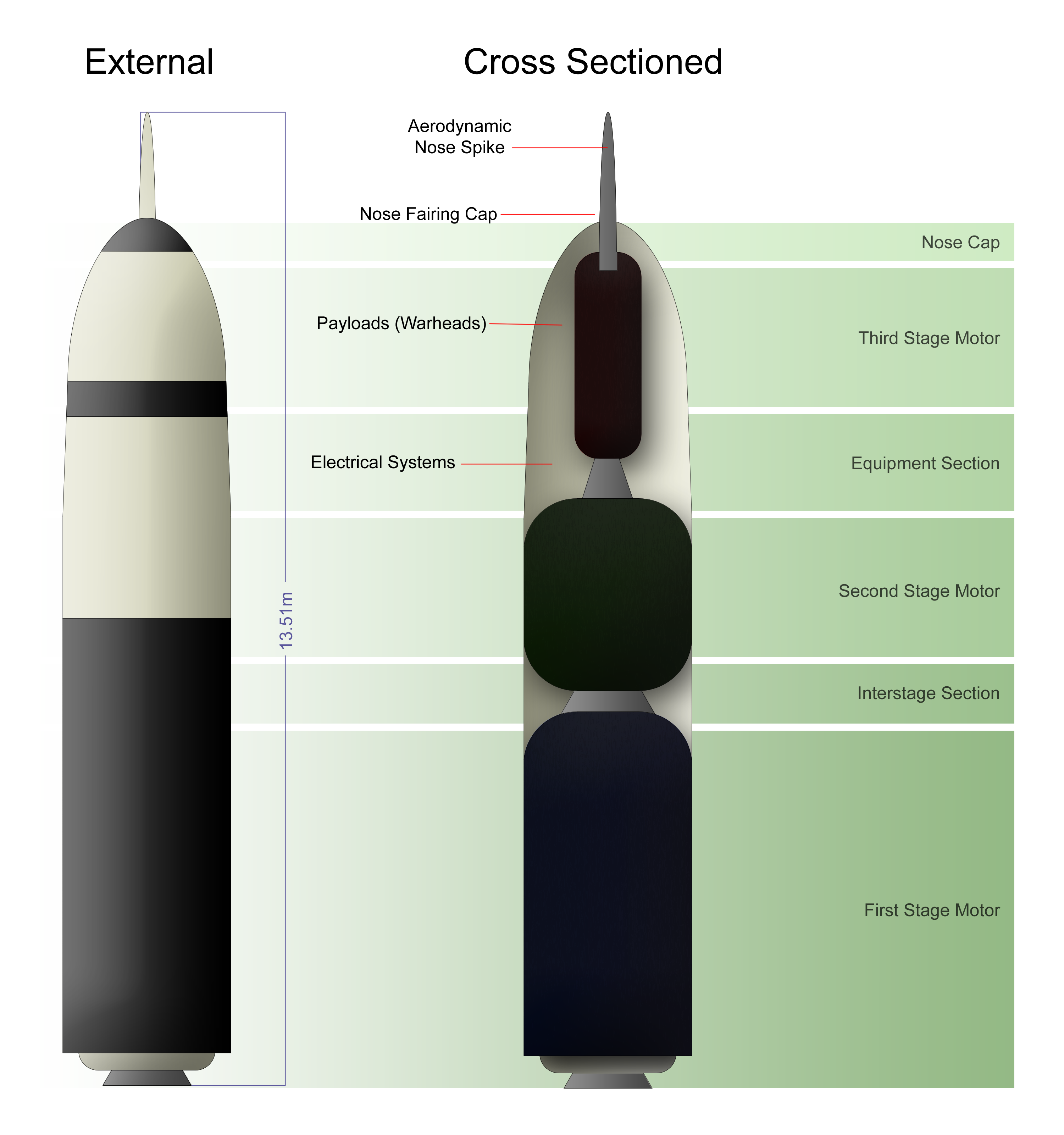
Зовнішній вигляд та поперечний переріз, ядерної ракетної системи Trident II D5. Ця ракета запускаються з підводних човнів, і здатна нести кілька ядерних боєголовок до 8000 км (5000 миль). Ракети Trident мають чотирнадцять активних підводних човнів ВМС США класу Ohio і чотири підводних човни класу Vanguard, Королівського флоту.

Останні три види рухомі і тому їх важко виявити. Під час зберігання, однією з найважливіших характеристик ракети, є її повсякчасна працездатність. Одна з ключових особливостей першої керованої комп'ютером МБР, ракети «Мінітмен», полягала у тому, що вона могла швидко і легко використовувати власний комп'ютер задля проведення постійних випробувань.
У польоті ракета-носій висуває боєголовку, а потім та відпадає. Більшість сучасних рушіїв — твердопаливні ракетні двигуни, які можна легко зберігати протягом тривалого часу. Найперші ракети використовували рідинні ракетні двигуни. Багато рідкопаливних МБР, не могли підтримуватися у боєготовності постійно, оскільки вакуумний кисень рідкого палива згущувався і викликав утворення криги, через це ракету треба було заправляти перед самим запуском. Така процедура була джерелом значних експлуатаційних затримок і могла призвести до знищення ракет ворожими копіями МБР перш, ніж вони могли бути використані. Для вирішення цієї проблеми Сполучене Королівство, наприклад, винайшло ракетний бункер, який міг захистити ракету від першого удару, а також сховав заправні операції під землю.
Щойно ракета носій відпадає, боєголовка залишається на безперешкодній балістичній траєкторії, як артилерійський снаряд або гарматне ядро. Боєголовку укладено у конусоподібний корпус, і її важко виявити на цьому відрізку польоту, оскільки немає ніяких вихлопних газів чи інших викидів, аби оператори СПРН могли визначити їх рух. Високі швидкості боєголовок, ускладнюють їх перехоплення і дозволяють, майже без попередження, вражати цілі за багато тисяч кілометрів від місця старту (адже можливими місцями розташування підводних човнів з МБР, є будь-які точки світу) протягом приблизно 30 хвилин.
З авторитетних джерел відомо, що ракети можуть випускати алюмінізовані повітряні кулі, електронні шумові пристрої й інші предмети (приманки), призначені для плутання засобів перехоплення та радарів.

Коли ядерна боєголовка повертається до атмосфери Землі, її висока швидкість викликає стиснення повітря, що призводить до різкого підвищення температури яке руйнує її, якщо вона якимось чином не захищена. Отже, складники боєголовки, містяться в алюмінієвій стільниковій будові, в оболонці з піролітичного теплозахисного композиційного матеріалу з вуглецево-епоксидної синтетичної смоли. Боєголовки також, часто піддають радіаційному гарту (для захисту від протиракет з ядерним ударом або близької детонації дружніх боєголовок). Одним з нейтроно-стійких матеріалів, розроблених задля цього у Великій Британії, є тривимірний фенол кварцу.

Розрахункова максимальна дальність деяких північнокорейських ракет

Кругове імовірне відхилення, має вирішальне значення, оскільки його зменшення вдвічі, знижує потрібну енергію боєголовки учетверо. Влучність, обмежується точністю системи наведення ракет та доступними геодезичними даними.
Вважається, що стратегічні ракетні системи, використовують спеціалізовані інтегральні схеми, призначені для розрахунку диференційних рівнянь навігаційної системи у тисячах і мільйонах флоп задля зменшення навігаційних помилок, викликаних лише розрахунками. Ці схеми зазвичай, являють собою мережу бінарних схем складання, які постійно перераховують розташування ракети. Показники системи наведення, установлюються комп'ютером загального призначення, відповідно до графіка вхідних даних, котрий завантажується у ракету перед запуском.
Одна особлива зброя, розроблена в колишньому Радянському Союзі — дробова орбітальна бомбардувальна система, мала часткову орбітальну траєкторію, та на відміну від більшості МБР, її ціль не могла бути визначена з наявної орбітальної траєкторії польоту. Систему було виведено з експлуатації відповідно до угод про контроль над озброєннями, які стосуються максимального діапазону МБР і забороняють орбітальну або фракційно-орбітальну зброю. Однак, за наявними даними, Російська Федерація працювала над новою МБР Сармат, де застосовується концепція фракційного орбітального бомбардування, щоби використовувати південний полярний підхід замість того, щоби направляти ракети над північним полярним регіоном. Використання цього підходу, теоретично дозволяє уникати американські протиракетні батареї розташовані у Каліфорнії та на Алясці.
Нова розробка технології МБР — це МБР, здатні переносити гіперзвукові глісадні машини як корисне навантаження, така як RS-28 Sarmat.

## Кількість ракет

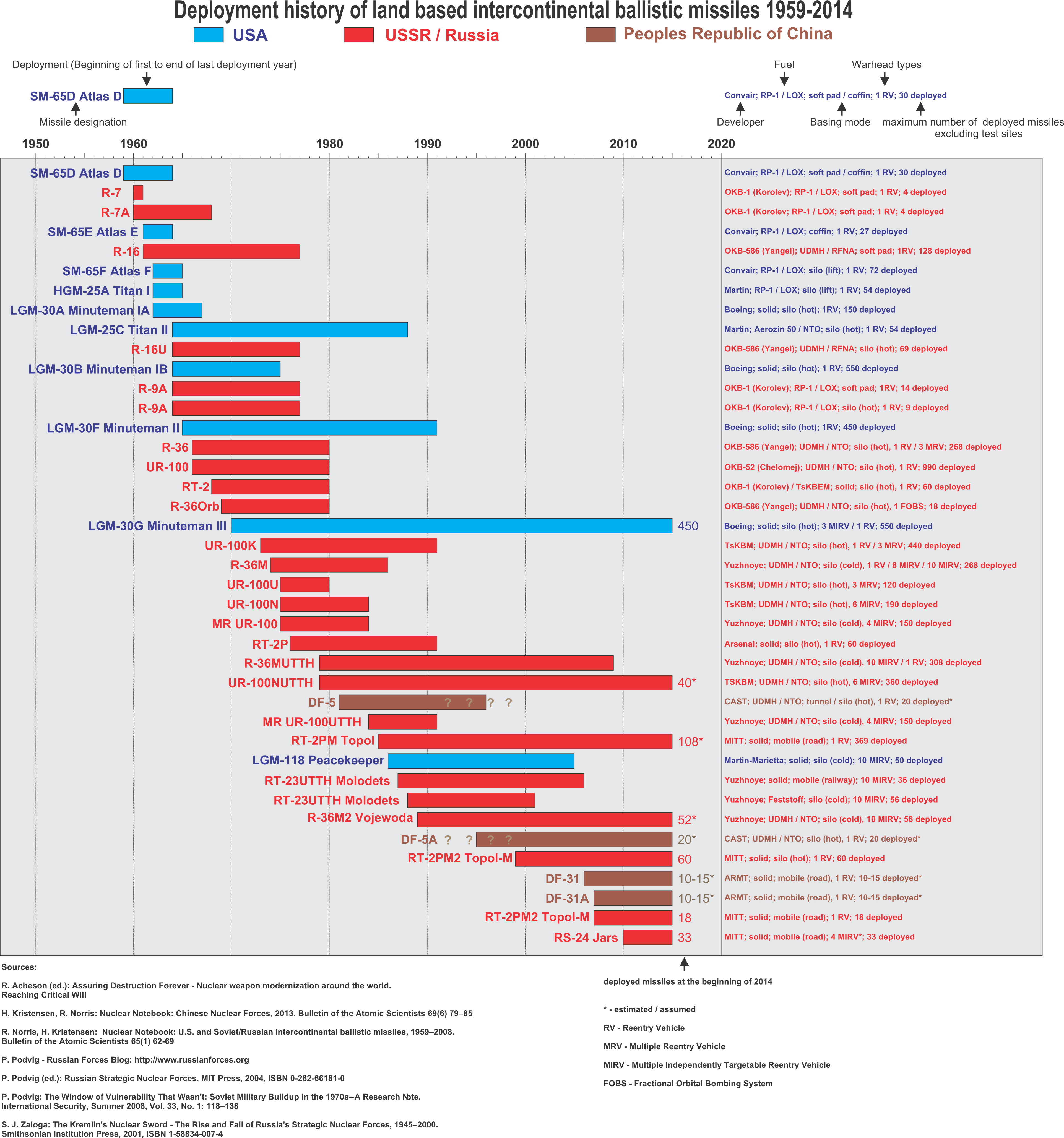
Історія розгортання МБР на суші, 1959—2014 роки

Російська Федерація, Сполучені Штати Америки, Китайська Народна Республіка, Корейська Народно-Демократична Республіка та Індія були єдиними країнами, які станом на 2015 рік мали МБР наземного базування. Ізраїль також випробував МБР, але не відкрив для справжнього розгортання.
Для прикладу, на початок 2015 року Сполучені Штати тримали 450 МБР на трьох базах ВПС США. Єдиною розгорнутою моделлю була LGM-30G Minuteman-III.
Усі попередні ракети USAF Minuteman II було знищено відповідно до СНО, а їхні пускові шахти були запечатані або продані громадськості. Відповідно до СНО-2 більшість наявних у США штатних боєголовок окремого наведення або MIRV було знищено та замінено ракетами з однією боєголовкою. Потужні ракети «Peacekeeper», здатні нести MIRV, знешкоджено 2005 року. Однак після відмови від договору СНО-2 вважається, ніби США розглядають можливість збереження 800 боєголовок на наявних 450 ракетах.
Ракетні війська стратегічного призначення Рф мають 369 МБР, здатних доправляти 1 247 ядерних боєголовок: 58 шахтних ракет Р-36М2 (СС-18), 70 шахтних УР-100Н (СС-19), 171 мобільних РТ-2ПМ «Тополь» (SS-25) , 52 шахтних RT-2UTTH «Тополь М» (SS-27), 18 мобільних RT-2UTTH «Тополь М» (SS-27), 6 (15 в грудні 2011) мобільні RS-24 «Yars» (SS-29) — (майбутня заміна ракети Р-36 та УР-100Н).